# Communauté de communes du Thouarsais
Pour les articles homonymes, voir Thouarsais (homonymie).
La communauté de communes du Thouarsais est une communauté de communes française située au nord du département des Deux-Sèvres, en région Nouvelle-Aquitaine.

## Historique
Le district de Thouars est créé entre les communes de Louzy, Missé, Saint-Jacques-de-Thouars, Saint-Jean-de-Thouars, Sainte-Radegonde, Thouars, par arrêté préfectoral du 29 décembre 1972. Après cette date, deux communes à part entière et une commune associée rejoignent le district : Sainte-Verge en janvier 1984 puis Mauzé-Thouarsais et sa commune associée Rigné en janvier 1997.
Le district devient communauté de communes du Thouarsais, par arrêté préfectoral du 22 décembre 1998, pour une prise d'effet au 1er janvier 1999. Ensuite, quatre communes à part entière et trois communes associées adhèrent à l'intercommunalité : Saint-Léger-de-Montbrun en janvier 2000, Taizé et sa commune associée Maulais en janvier 2003, Oiron et ses communes associées Bilazais et Noizé en janvier 2004, et enfin Brie en janvier 2005. Depuis le 1er janvier 2012, six communes supplémentaires rejoignent la communauté de communes : Brion-près-Thouet, Pas-de-Jeu, Saint-Cyr-la-Lande, Saint-Martin-de-Mâcon, Saint-Martin-de-Sanzay et Tourtenay.
Le 1er janvier 2014, avec la réforme territoriale, la communauté de communes s'élargit (à la suite de la dissolution du Pays thouarsais au 31 décembre 2013),. Ce nouvel ensemble comprend 33 communes, soit une population municipale de 36 349 habitants au recensement de 2011, sur un territoire de 620,18 km2. Après la fusion de Bouillé-Saint-Paul, Cersay et Massais au 1er janvier 2017 pour former la commune nouvelle de Val-en-Vignes, elle était composée de 31 communes. Le 1er janvier 2019, Brie, Oiron, Saint-Jouin-de-Marnes et Taizé-Maulais fusionnent pour constituer la commune nouvelle de Plaine-et-Vallées de même que Argenton-l'Église et Loretz-d'Argenton qui constituent Loretz-d'Argenton. Mauzé-Thouarsais, Missé, Sainte-Radegonde et Thouars fusionnent également.

## Territoire communautaire

### Géographie
Située au nord  du département des Deux-Sèvres, la communauté de communes du Thouarsais regroupe 24 communes et présente une superficie de 620,2 km2.

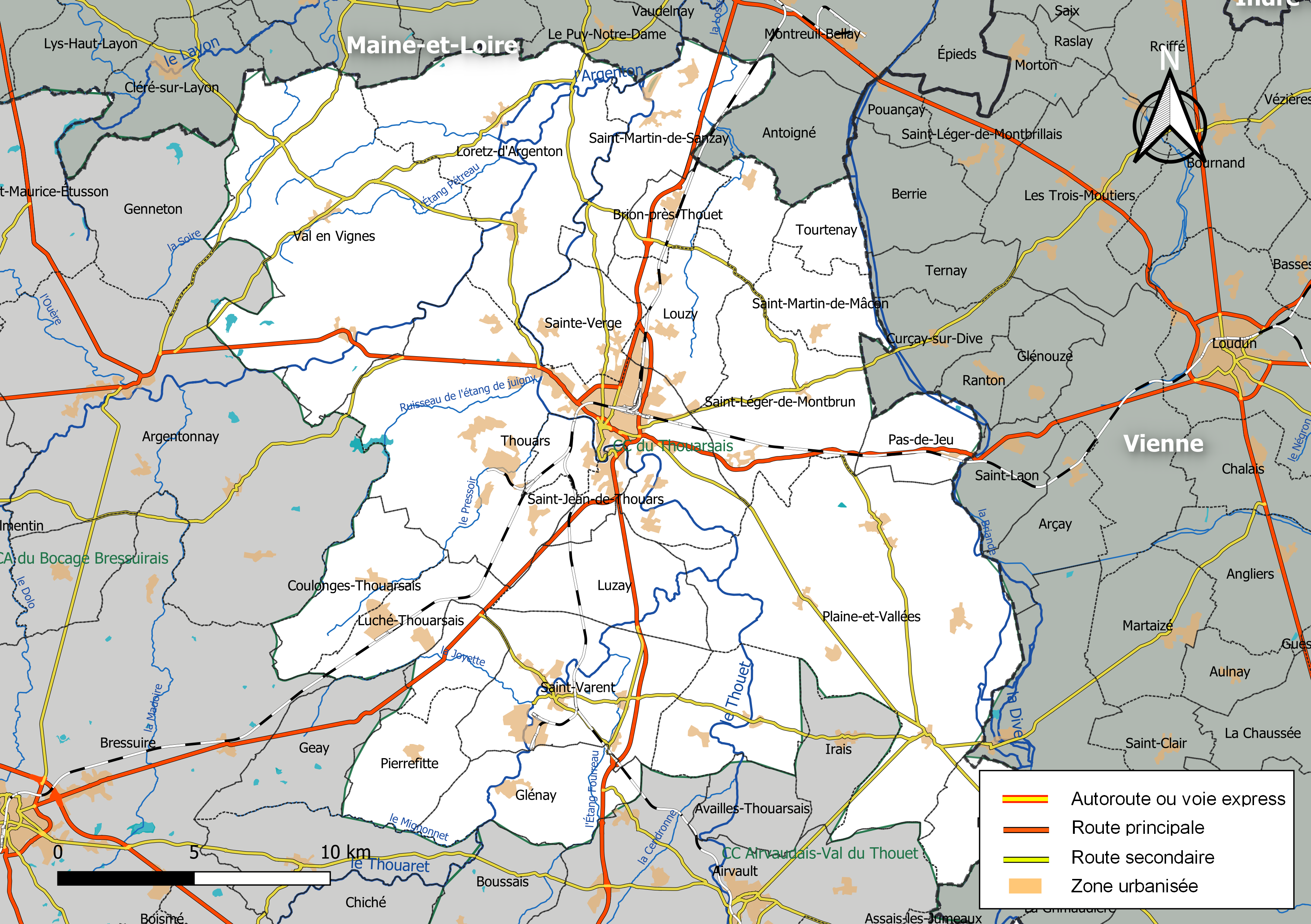
Carte de la communauté de communes du Thouarsais au 1er janvier 2019.

### Composition

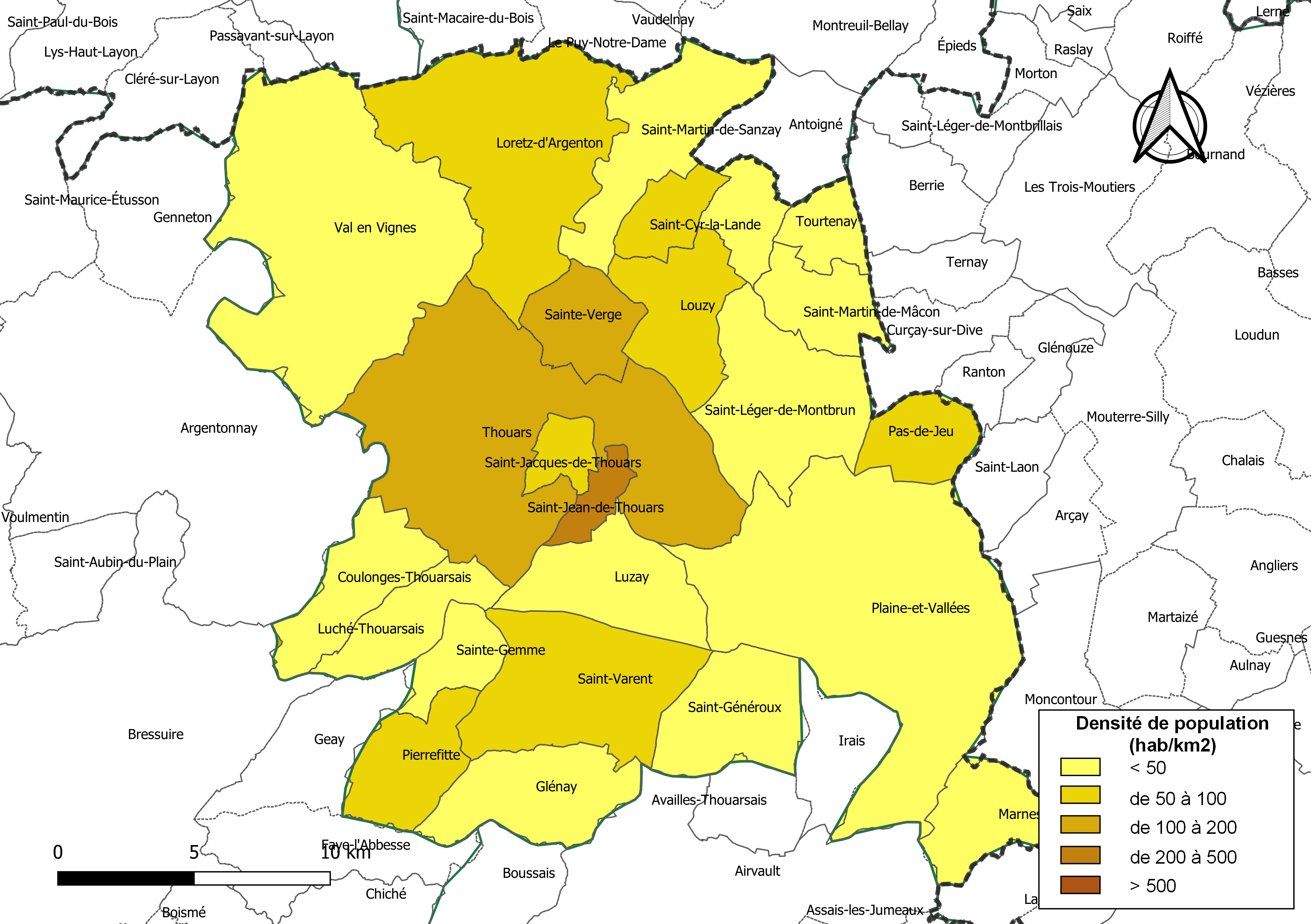
Carte des densités de population (millésimée 2016) des communes de la communauté de communes du Thouarsais. Composition en communes au 1er janvier 2019.

La communauté de communes est composée des 24 communes suivantes :

| Nom                      | Code Insee | Gentilé         | Superficie (km2) | Population (dernière pop. légale) | Densité (hab./km2) |
| ------------------------ | ---------- | --------------- | ---------------- | --------------------------------- | ------------------ |
| Thouars (siège)          | 79329      | Thouarsais      | 81,48            | 13 949 (2022)                     | 171                |
| Brion-près-Thouet        | 79056      | Brionnais       | 8,06             | 753 (2022)                        | 93                 |
| Coulonges-Thouarsais     | 79102      | Coulongeois     | 17,26            | 445 (2022)                        | 26                 |
| Glénay                   | 79134      | Glénéens        | 21,14            | 539 (2022)                        | 25                 |
| Loretz-d'Argenton        | 79014      |                 | 52,64            | 2 590 (2022)                      | 49                 |
| Louzy                    | 79157      | Louzéens        | 18,64            | 1 292 (2022)                      | 69                 |
| Luché-Thouarsais         | 79159      | Luchéens        | 13,46            | 533 (2022)                        | 40                 |
| Luzay                    | 79161      | Luzéens         | 20,98            | 621 (2022)                        | 30                 |
| Marnes                   | 79167      | Marnois         | 17,19            | 220 (2022)                        | 13                 |
| Pas-de-Jeu               | 79203      | Jovinais        | 11,11            | 343 (2022)                        | 31                 |
| Pierrefitte              | 79209      |                 | 15,91            | 323 (2022)                        | 20                 |
| Plaine-et-Vallées        | 79196      |                 | 92,71            | 2 334 (2022)                      | 25                 |
| Saint-Cyr-la-Lande       | 79244      | Saint-Cyriens   | 8,83             | 373 (2022)                        | 42                 |
| Saint-Généroux           | 79252      |                 | 20,46            | 339 (2022)                        | 17                 |
| Saint-Jacques-de-Thouars | 79258      | Saint-Jacquais  | 5,55             | 423 (2022)                        | 76                 |
| Saint-Jean-de-Thouars    | 79259      | Saint-Jeantais  | 4,96             | 1 322 (2022)                      | 267                |
| Saint-Léger-de-Montbrun  | 79265      | Montbrunois     | 30,72            | 1 257 (2022)                      | 41                 |
| Saint-Martin-de-Mâcon    | 79274      | Maconnais       | 12,31            | 320 (2022)                        | 26                 |
| Saint-Martin-de-Sanzay   | 79277      | Saint-Martinois | 24,69            | 1 037 (2022)                      | 42                 |
| Saint-Varent             | 79299      | Saint-Varentais | 34,42            | 2 396 (2022)                      | 70                 |
| Sainte-Gemme             | 79250      |                 | 8,84             | 407 (2022)                        | 46                 |
| Sainte-Verge             | 79300      | Sainte-Vergeois | 12,83            | 1 404 (2022)                      | 109                |
| Tourtenay                | 79331      |                 | 7,69             | 126 (2022)                        | 16                 |
| Val en Vignes            | 79063      | Valenvignois    | 78,3             | 2 023 (2022)                      | 26                 |

## Démographie
| 1968   | 1975   | 1982   | 1990   | 1999   | 2006   | 2011   | 2016   | 2022   |
| ------ | ------ | ------ | ------ | ------ | ------ | ------ | ------ | ------ |
| 35 948 | 36 405 | 36 709 | 36 422 | 35 852 | 36 133 | 36 349 | 35 944 | 35 369 |

## Administration

### Présidence
| Période                                  | Période    | Identité        | Étiquette   | Qualité                                                                        |
| ---------------------------------------- | ---------- | --------------- | ----------- | ------------------------------------------------------------------------------ |
| avril 2001                               | avril 2008 | Alain Ligné     | UMP         | Consultant Maire de Thouars (2005-2008)                                        |
| avril 2008                               | avril 2014 | Patrice Pineau  | PS          | Chef du service de biologie du centre hospitalier Maire de Thouars (2008-2020) |
| avril 2014                               | En cours   | Bernard Paineau | PS puis DVG | Chef d'entreprise et maire de Thouars                                          |
| Les données manquantes sont à compléter. |            |                 |             |                                                                                |

### Vice-présidents
|     | Attributions                                                    | Identité                  | Qualité                           |
| --- | --------------------------------------------------------------- | ------------------------- | --------------------------------- |
| 1er | Moyens généraux, ressources humaines et partenariats extérieurs | André Beville             | Maire de Saint-Jean-de-Thouars    |
| 2e  | Finances, commande publique                                     | Roland Moriceau           | Maire de Sainte-Gemme             |
| 3e  | Action sociale et solidarité                                    | Catherine Landry          | 1ère adjointe au Maire de Thouars |
| 4e  | Economie, attractivité du territoire                            | Pierre-Emmanuel Dessevres | Conseiller municipal de Thouars   |
| 5e  | Collecte, traitement des déchets                                | Edwige Ardrit             | Maire de Tourtenay                |
| 6e  | Aménagement du territoire, habitat                              | Emmanuel Charré           | 2ème adjoint au Maire de Thouars  |
| 7e  | Tourisme, valorisation du patrimoine                            | Esther Mahiet-Lucas       | 3ème adjointe au Maire de Thouars |
| 8e  | Assainissement, eau potable                                     | Michel Doret              | Maire de Louzy                    |
| 9e  | Infrastructures et moyens techniques                            | Christiane Babin          | Maire de Plaine et vallées        |
| 10e | Culture, patrimoine                                             | Philippe Chauveau         | 4ème adjoint au Maire de Thouars  |
| 11e | Politique sportive                                              | Gaëlle Garreau            | 5ème adjointe au Maire de Thouars |
| 12e | Ecologie, transition énergétique                                | Pierre Rambault           | Maire de Saint-Varent             |
| 13e | Biodiversité, espaces naturels et milieux aquatiques            | Maryline Gelée            | Maire de Pas-de-Jeu               |
| 14e | Concertation, communication, numérique                          | Martial Brunet            | Maire de Sainte-Verge             |

Conseillers délégués
- Valérie Guidal, conseillère déléguée chargée de la petite enfance et de la jeunesse
- Luc-Jean Degas, conseiller délégué chargé du développement social et des gens du voyage
- Sébastien Rochard, conseiller délégué chargé de l'agriculture, du commerce de proximité et des circuits courts

Le conseil communautaire se compose de 59 délégués titulaires et 12 délégués suppléants.

### Jumelages
Associée à la communauté de communes de l'Argentonnais, la communauté de communes du Thouarsais est jumelée avec une intercommunalité polonaise comprenant Drelów, Międzyrzec Podlaski et Trzebieszów.

## Compétences
Elle exerce de plein droit en lieu et place des communes membres pour la conduite d'actions d'intérêt communautaire, les compétences suivantes :

### Aménagement du territoire
Élaboration du plan local d'urbanisme, politique de l'habitat ; une opération programmée d'amélioration de l'habitat, OPAH renouvellement urbain et une OPAH classique sont actuellement à l'étude pour permettre de revitaliser le centre-ville et les centres-bourgs). 

### Développement économique et social
- Mise en place d'une zone économique intercommunale Talencia.
- Accueil et assistance des différents porteurs de projets.
- Revalorisation des zones existantes et développement des zones complémentaires.
- Gestion d'un pôle multiservices autour de l'emploi, de l'insertion, de l'information, dans les anciens locaux de l'hôpital Anne Desrays.

### Environnement
- Assainissement collectif et non collectif (station d'épuration à Sainte-Verge).
- Protection et préservation des espaces naturels (service Espaces naturels aux écuries du château des Ducs de la Trémoïlle (rond-point du 19 mars 1962 à Thouars).

### Développement social, animation socioculturelle
- Coordination et harmonisation des prestations et animations en faveur des personnes retraitées et âgées (service Comm'Générations).
- Soutien financier au centre socio-culturel.
- Aides aux classes transplantées pour les enfants scolarisés sur la communauté de communes.
- Gestion d'une fourrière animale à Pompois.
- Gestion d'une aire d'accueil des gens du voyage (route de Loudun).

### Culture intercommunale
- Gestion de l'école de danse au complexe sportif à Sainte-Verge.
- Gestion de l'école intercommunale de musique agréée au Centre culturel Jacques Prévert (à Thouars).

### Sports
- Gestion d'équipements sportifs et soutien aux clubs
- Animation et organisation d'évènements sportifs.

### Développement touristique
- Gestion et animation de l'espace muséographique du Moulin de Crevant, Promenade de Pommiers, Centre d'hébergement touristique du Châtelier à Missé
- Valorisation de la vallée du Thouet.
- Gestion d'un Centre d'interprétation géologique du Thouarsais, aux écuries du château des Ducs de la Trémoïlle (rond-point du 19 mars 1962).

### Développement durable
La communauté de communes du Thouarsais fait figure de pionnière en matière de développement durable et d'énergies vertes. Elle s'est engagée depuis 2005 dans une démarche de transition énergétique grâce au projet Tiper (parc des technologies innovantes pour la production d’énergies renouvelables) comprenant éoliennes, usine de méthanisation, bâtiments basse consommation ainsi qu'un plan d'économie d'énergies. La construction de l’usine de gazéification de Thouars, devrait commencer début 2016, entre les deux centrales photovoltaïques et la centrale éolienne. Cette usine de 11 MWe produira de l'électricité, l’équivalent à la consommation de 45 000 personnes, et de la chaleur (13 MWth), qui sera valorisée dans un séchoir à biomasse de 5 000 m2. Pour cela, elle utilisera des ressources locales : 35 000 tonnes de déchets résiduels (refus de tri, cartons, plastiques, bois de classe B) et 15 000 tonnes de biomasse forestière. Elle apportera une alternative à l’enfouissement des déchets, et une innovation : la purification du gaz de synthèse à haute température par l’utilisation d’une torche à plasma.